# Улица Руднева (Хабаровск)
Улица Руднева — улица в Краснофлотском районе Хабаровска. Проходит, как продолжение улицы Осиповка параллельно руслу Амура до Портовой улицы.

## История

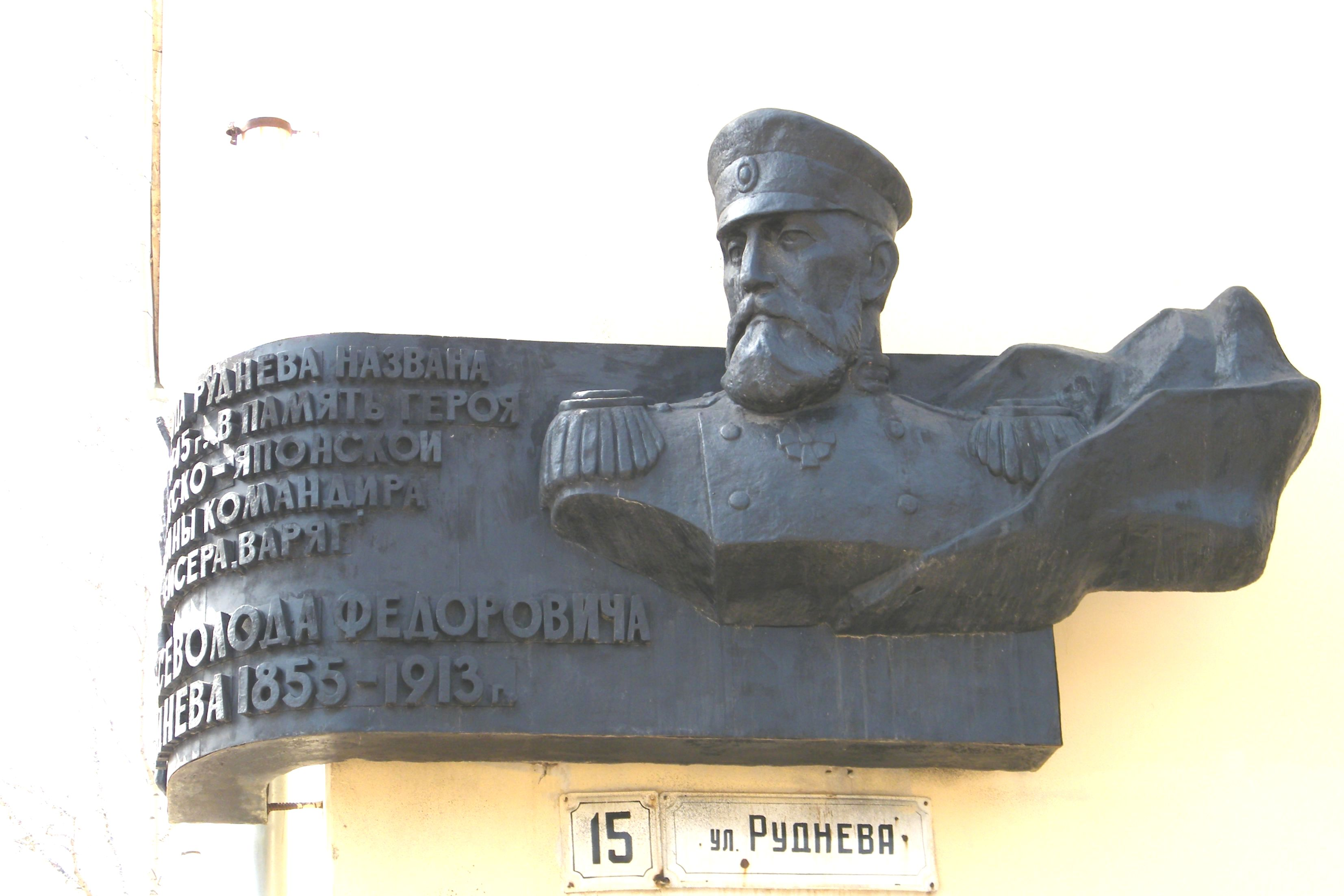
Мемориальная доска В.Ф. Рудневу (художник Александр Ефимов)

Первоначально улица была одной из двух главных улиц базы КАФ и посёлка имени Кирова и носила имя М. И. Калинина. Осенью 1945 года было принято решение об образовании Краснофлотского района Хабаровска с включением базы и посёлка в его состав. Улицу Калинина, как имевшую одноимённую улицу в городе, было решено переименовать в улицу Мира. Однако коммунисты флотилии высказали несогласие с таким наименованием главной улицы в военном гарнизоне, и к 10-й годовщине Победы в Великой Отечественной войне улицу Мира переименовали в улицу Руднева, имея в виду Героя Советского Союза Семёна Васильевича Руднева, который прослужил на Амуре более пяти лет, в том числе занимал должность начальника политотдела на базе КАФ в Хабаровске. Однако со временем решение партийной конференции забылось, Краснознамённая Амурская флотилия в 1957 году по указанию Н. С. Хрущёва была расформирована, и при установке на д. 15 мемориальной доски (1 ноября 1987 года) на ней было указано имя Всеволода Фёдоровича Руднева, командира крейсера «Варяг».
Т.о., современное название, с 1954 года, в честь русского адмирала В. Ф. Руднева (1855—1913) дано в связи с пятидесятилетием со дня подвига моряков крейсера «Варяг».
10 сентября 2021 года на здании бывшего профессионального училища № 3 по улице Руднева (д. 45) открыли мемориальную доску Герою Социалистического Труда Василию Жарову

## Достопримечательности

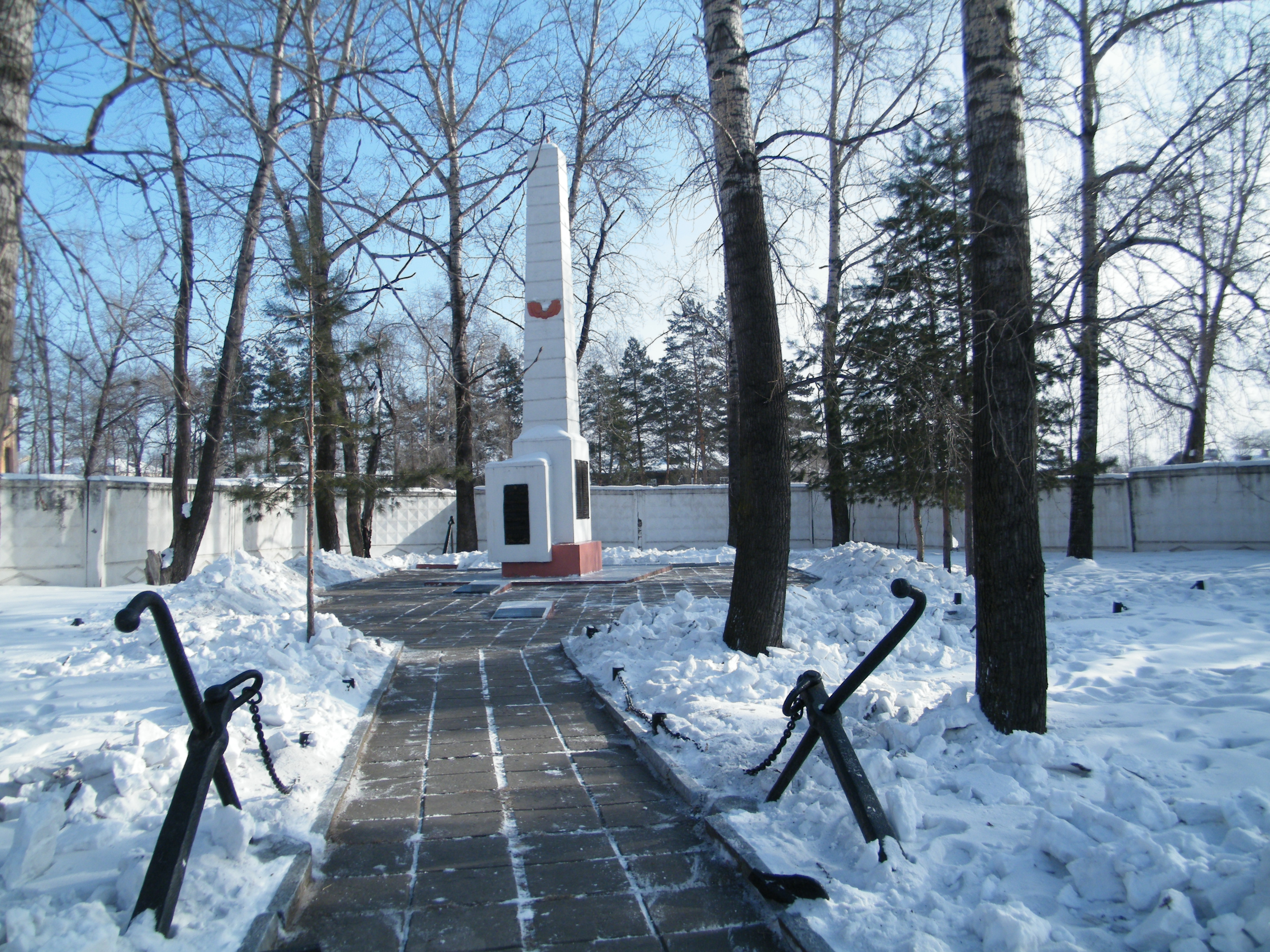
Мемориальный сквер около дома культуры Краснофлотского района

Могилы Героя Советского Союза Николай Николаевич Голубков и старших краснофлотцев Н. Н. Патрушева и М. И. Тюрина

д. 83 — Казарма для кондукторов и сверхсрочнослужащих Амурской речной флотилии
д. 88 — Офицерский флигель Амурской речной флотилии
д. 92 — Казарма мастеровых Амурской речной флотилии
д. 93 — Здание Службы связи Амурской речной флотилии
В мемориальном сквере около дома культуры Краснофлотского района находятся братская могила борцов за власть Советов, братская могила Героя Советского Союза Н. Н. Голубкова и старших краснофлотцев Н. Н. Патрушева и М. И. Тюрина, погибших в войне с империалистической Японией, памятник морякам и рабочим Амурской военной флотилии, могила Героя Советского Союза контр-адмирала Неона Васильевича Антонова (1907—1948), могила участника Гражданской и Великой Отечественной войн контр-адмирала Николая Николаевича Несвицкого (1893—1945).

## Известные жители
д. 75 — Н. Ф. Сунгоркин